# Руденськ
Ру́денськ (біл. Рудзенск) — селище міського типу в Пуховицькому районі Мінської області Білорусі. Залізнична станція на лінії Мінськ — Осиповичі I, вузол автошляхів на Узлян, Дукору, Правдинський. Населення — 2,8 тисячі жителів (2010).

## Відомі особи
У Руденську народилися білоруський письменник Міхась Чарот (1896–1937) та білоруська письменниця і перекладачка Таїса Бондар (1945-2005).